# Лечче (провинция)
Лечче (итал. Provincia di Lecce) — провинция в Италии, в регионе Апулия. Площадь провинции — 2 759 км ². Столицей провинции является город Лечче.

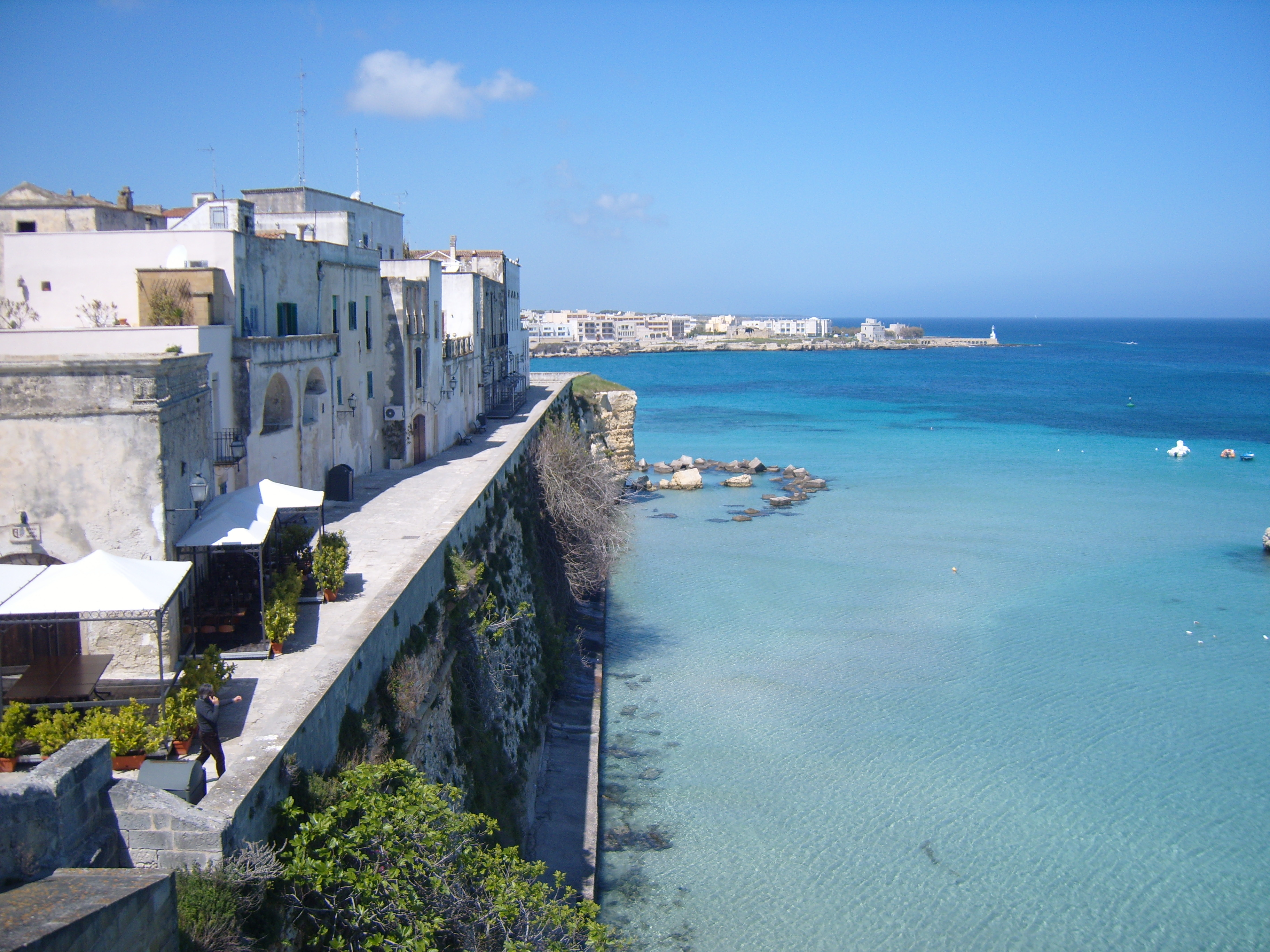

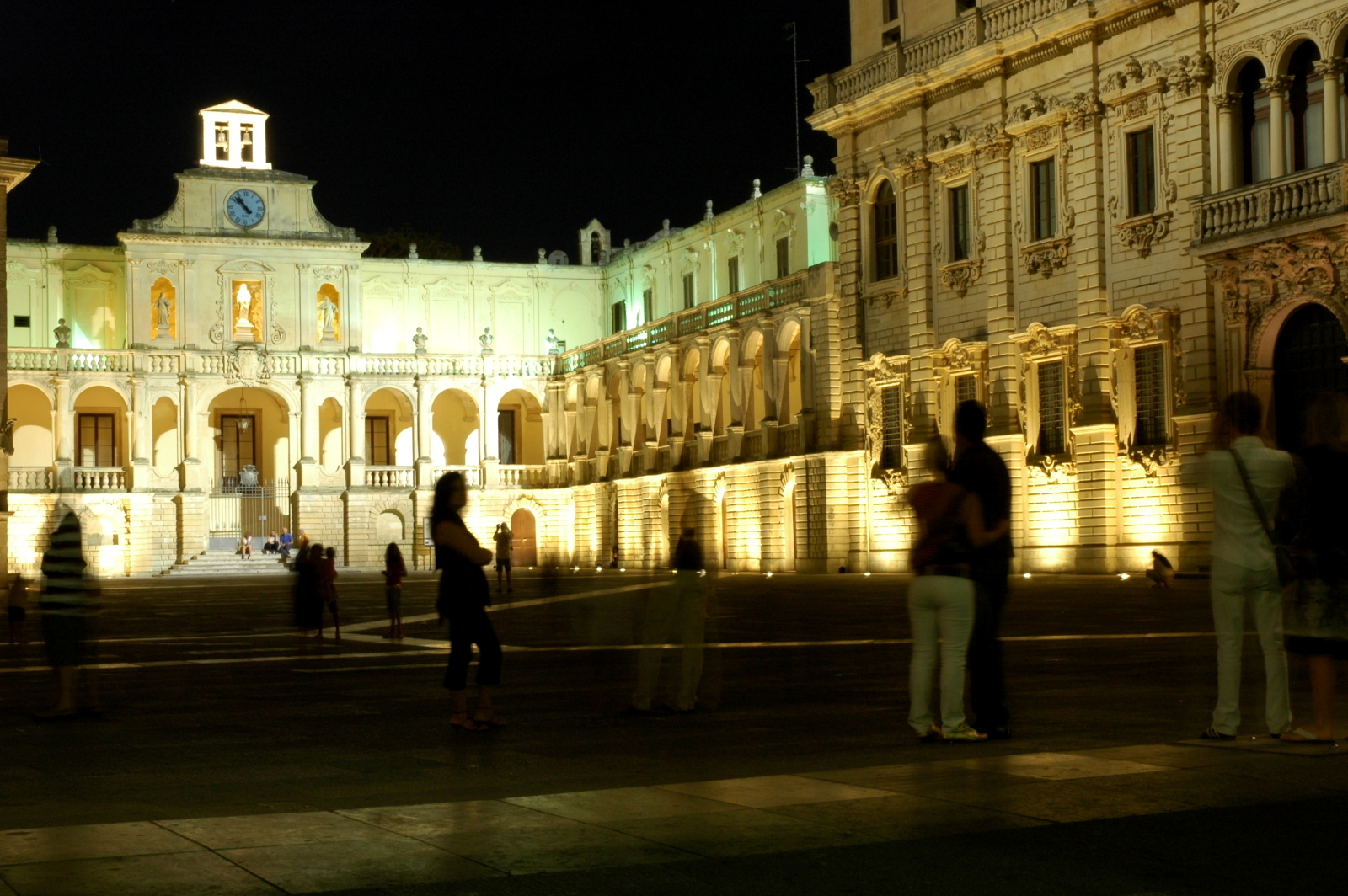

Находится на полуострове Салентина. Граничит на северо-востоке с  провинцией Бриндизи и на северо-западе с  провинцией Таранто.

### Города
- Аккуарика-дель-Капо
- Алессано
- Алисте
- Андрано
- Арадео
- Арнезано

## Палеоантропология
Два зуба из известняковой пещеры Гротта дель Кавалло в коммуне Нардо, обнаруженные в слое с орудиями культуры улуццо в 1964 году, датируются возрастом 43—45 тысяч лет.